# Sines
Sines este un oraș portughez din districtul Setúbal, din regiunea Alentejo și subregiunea Alentejo Litoral, cu aproximativ 18 298 de locuitori (în 2015). Aici este întâlnită cea mai mare și prima zonă portuară a Portugaliei, orașul fiind de asemenea și locul nașterii lui Vasco da Gama.
Orașul este sediul municipiului cu o suprafață de 203,30 km2 și cu o populație de 18 598 locuitori (2015), care este divizată în două parohii.